# Lindsaea pulchella
Lindsaea pulchella là một loài thực vật có mạch trong họ Dennstaedtiaceae. Loài này được (J. Sm.) Mett. ex Kuhn miêu tả khoa học đầu tiên năm 1869.